# Presidenti di El Salvador
Lista dei presidenti di El Salvador dal 1821 ad oggi:

## Capi di Stato (1821–1841)
|    | Capo di Stato                | Durata mandato                        |
| 1  | Pedro Barriere               | 21 settembre 1821 – 28 novembre 1821  |
| 2  | José Matías Delgado          | 28 novembre 1821 – 9 febbraio 1823    |
| 3  | Vicente Filisola             | 10 febbraio 1823 – 7 maggio 1823      |
| 4  | Felipe Codallos              | 7 maggio 1823 – 25 maggio 1823        |
| 5  | Mariano Prado                | 1º luglio 1823 – 22 aprile 1824       |
| 6  | Juan Manuel Rodríguez        | 22 aprile 1824 – 1º ottobre 1824      |
|    | Mariano Prado                | 1º ottobre 1824 – 13 dicembre 1824    |
| 7  | Juan Vicente Villacorta Díaz | 13 dicembre 1824 – 1º novembre 1826   |
|    | Mariano Prado                | 1º novembre 1826 – 30 gennaio 1829    |
| 8  | José María Cornejo           | 30 gennaio 1829 – 16 febbraio 1830    |
| 9  | José Damián Villacorta       | 16 febbraio 1830 – 4 dicembre 1830    |
|    | José María Cornejo           | 4 dicembre 1830 – 3 aprile 1832       |
| 10 | Francisco Morazán            | 3 aprile 1832 – 13 maggio 1832        |
| 11 | Joaquín de San Martín        | 13 maggio 1832 – 25 luglio 1832       |
|    | Mariano Prado                | 25 luglio 1832 – 1º luglio 1833       |
|    | Joaquín de San Martín        | 1º luglio 1833 – 23 giugno 1834       |
| 12 | Carlos Salazar Castro        | 23 giugno 1834 – 13 luglio 1834       |
| 13 | José Gregorio Salazar        | 13 luglio 1834 – 30 settembre 1834    |
| 14 | Joaquín Escolán y Balibrera  | : 30 settembre 1834 – 13 ottobre 1834 |
| 15 | José María Silva             | 14 ottobre 1834 – 10 aprile 1835      |
| 16 | Nicolás Espinoza             | 10 aprile 1835 – 15 novembre 1835     |
| 17 | Francisco Gómez              | 15 novembre 1835 – 1º febbraio 1836   |
| 18 | Diego Vigil Cocaña           | 1º febbraio 1836 – 23 maggio 1837     |
| 19 | Timoteo Menéndez             | 23 maggio 1837 – 7 giugno 1837        |
| 20 | Diego Vigil Cocaña           | 7 giugno 1837:– 6 gennaio 1838        |
|    | Timoteo Menéndez             | 6 gennaio 1838 – 23 maggio 1838       |
| 21 | Antonio José Cañas           | 23 maggio 1839 – 11 luglio 1839       |
|    | Francisco Morazán            | 11 luglio 1839 – 16 febbraio 1840     |
|    | José María Silva             | 16 febbraio 1840 – 5 aprile 1840      |
|    | Antonio José Cañas           | 15 aprile 1840 – 20 settembre 1840    |
| 22 | Norberto Ramírez             | 20 settembre 1840 – 7 gennaio 1841    |
| 23 | Juan Lindo                   | 7 gennaio 1841 – 22 febbraio 1841     |

## Presidenti della Repubblica Indipendente di El Salvador (1841-1982)
| Presidente                                                                      | Presidente | Presidente                      | Partito                            | Inizio            | Fine              |
| ------------------------------------------------------------------------------- | ---------- | ------------------------------- | ---------------------------------- | ----------------- | ----------------- |
|                                                                                 |            | Juan Lindo                      | Partito Conservatore               | 22 febbraio 1841  | 1º febbraio 1842  |
|                                                                                 |            | José Escolástico Marín          | -                                  | 1º febbraio 1842  | 14 aprile 1842    |
|                                                                                 |            | Juan José Guzmán                | Partito Conservatore               | 14 aprile 1842    | 1º febbraio 1844  |
|                                                                                 |            | Fermín Palacios                 | -                                  | 1º febbraio 1844  | 7 febbraio 1844   |
|                                                                                 |            | Francisco Malespín              | Partito Conservatore               | 7 febbraio 1844   | 15 febbraio 1845  |
|                                                                                 |            | Joaquín Eufrasio Guzmán         | -                                  | 15 febbraio 1845  | 1º febbraio 1846  |
|                                                                                 |            | Fermín Palacios                 | -                                  | 1º febbraio 1846  | 21 febbraio 1846  |
|                                                                                 |            | Eugenio Aguilar                 | Partito Liberale                   | 21 febbraio 1846  | 1º febbraio 1848  |
|                                                                                 |            | Tomás Medina                    | -                                  | 1º febbraio 1848  | 3 febbraio 1848   |
|                                                                                 |            | José Félix Quirós               | -                                  | 3 febbraio 1848   | 7 febbraio 1848   |
|                                                                                 |            | Doroteo Vasconcelos             | Partito Liberale                   | 7 febbraio 1848   | 1º febbraio 1850  |
|                                                                                 |            | Ramón Rodríguez                 | -                                  | 1º febbraio 1850  | 4 febbraio 1850   |
|                                                                                 |            | Doroteo Vasconcelos             | Partito Liberale                   | 4 febbraio 1850   | 1º marzo 1851     |
|                                                                                 |            | José Félix Quirós               | -                                  | 1º marzo 1851     | 3 maggio 1851     |
|                                                                                 |            | Francisco Dueñas                | Partito Conservatore               | 13 maggio 1851    | 30 gennaio 1852   |
|                                                                                 |            | José María San Martín           | Partito Conservatore               | 30 gennaio 1852   | 1º febbraio 1852  |
|                                                                                 |            | Francisco Dueñas                | Partito Conservatore               | 1º febbraio 1852  | 1º febbraio 1854  |
|                                                                                 |            | Vicente Gómez                   | -                                  | 1º febbraio 1854  | 15 febbraio 1854  |
|                                                                                 |            | José María San Martín           | Partito Conservatore               | 15 febbraio 1854  | 1º febbraio 1856  |
|                                                                                 |            | Francisco Dueñas                | Partito Conservatore               | 1º febbraio 1856  | 12 febbraio 1856  |
|                                                                                 |            | Rafael Campo                    | Partito Conservatore               | 12 febbraio 1856  | 1º febbraio 1858  |
|                                                                                 |            | Lorenzo Zepeda                  | -                                  | 1º febbraio 1858  | 7 febbraio 1858   |
|                                                                                 |            | Miguel Santín del Castillo      | Partito Conservatore               | 7 febbraio 1858   | 24 gennaio 1859   |
|                                                                                 |            | Joaquín Eufrasio Guzmán         | -                                  | 24 gennaio 1859   | 15 febbraio 1859  |
|                                                                                 |            | José María Peralta              | -                                  | 15 febbraio 1859  | 12 marzo 1859     |
|                                                                                 |            | Gerardo Barrios                 | Partito Liberale                   | 12 marzo 1859     | 26 ottobre 1863   |
|                                                                                 |            | Francisco Dueñas                | Partito Conservatore               | 26 ottobre 1863   | 15 aprile 1871    |
|                                                                                 |            | Santiago González               | Partito Liberale                   | 15 aprile 1871    | 1º febbraio 1876  |
|                                                                                 |            | Andrés del Valle                | Partito Liberale                   | 1º febbraio 1876  | 1º maggio 1876    |
|                                                                                 |            | Rafael Zaldívar                 | Partito Liberale                   | 1º maggio 1876    | 21 giugno 1885    |
|                                                                                 |            | Francisco Menéndez              | Militare                           | 21 giugno 1885    | 22 giugno 1890    |
|                                                                                 |            | Carlos Ezeta                    | Militare                           | 22 giugno 1890    | 9 giugno 1894     |
|                                                                                 |            | Rafael Antonio Gutiérrez        | Militare                           | 10 giugno 1894    | 13 novembre 1898  |
|                                                                                 |            | Tomás Regalado                  | Militare                           | 14 novembre 1898  | 1º marzo 1903     |
|                                                                                 |            | Pedro José Escalón              | Militare                           | 1º marzo 1903     | 1º marzo 1907     |
|                                                                                 |            | Fernando Figueroa               | Militare                           | 1º marzo 1907     | 1º marzo 1911     |
|                                                                                 |            | Manuel Enrique Araujo           | -                                  | 1º marzo 1911     | 8 febbraio 1913   |
|                                                                                 |            | Carlos Meléndez Ramirez         | Partito Nazionale Democratico      | 9 febbraio 1913   | 29 agosto 1914    |
|                                                                                 |            | Alfonso Quiñónez Molina         | Partito Nazionale Democratico      | 29 agosto 1914    | 1º marzo 1915     |
|                                                                                 |            | Carlos Meléndez Ramirez         | Partito Nazionale Democratico      | 1º marzo 1915     | 21 dicembre 1918  |
|                                                                                 |            | Alfonso Quiñónez Molina         | Partito Nazionale Democratico      | 21 dicembre 1918  | 1º marzo 1919     |
|                                                                                 |            | Jorge Meléndez                  | Partito Nazionale Democratico      | 1º marzo 1919     | 1º marzo 1923     |
|                                                                                 |            | Alfonso Quiñónez Molina         | Partito Nazionale Democratico      | 1º marzo 1923     | 1º marzo 1927     |
|                                                                                 |            | Pío Romero Bosque               | Partito Nazionale Democratico      | 1º marzo 1927     | 1º marzo 1931     |
|                                                                                 |            | Arturo Araujo                   | Partito del Lavoro                 | 1º marzo 1931     | 2 dicembre 1931   |
|                                                                                 |            | Maximiliano Hernández Martínez  | Militare                           | 4 dicembre 1931   | 28 agosto 1934    |
|                                                                                 |            | Andrés Ignacio Menéndez         | Militare                           | 29 agosto 1934    | 1º marzo 1935     |
|                                                                                 |            | Maximiliano Hernández Martínez  | Militare                           | 1º marzo 1935     | 9 maggio 1944     |
|                                                                                 |            | Andrés Ignacio Menéndez         | Militare                           | 9 maggio 1944     | 20 ottobre 1944   |
|                                                                                 |            | Osmín Aguirre y Salinas         | Militare                           | 21 ottobre 1944   | 1º marzo 1945     |
|                                                                                 |            | Salvador Castaneda Castro       | Militare/USDP                      | 1º marzo 1945     | 14 dicembre 1948  |
| Consiglio Rivoluzionario di Governo (dal 15 dicembre 1948 al 14 settembre 1950) |            |                                 |                                    |                   |                   |
|                                                                                 |            | Óscar Osorio                    | Militare                           | 14 settembre 1950 | 14 settembre 1956 |
|                                                                                 |            | José María Lemus                | Militare                           | 14 settembre 1956 | 26 ottobre 1960   |
| Giunta di Governo (dal 26 ottobre 1960 al 25 gennaio 1961)                      |            |                                 |                                    |                   |                   |
| Direzione Civica-Militare (dal 25 gennaio 1961 al 25 gennaio 1962)              |            |                                 |                                    |                   |                   |
|                                                                                 |            | Eusebio Rodolfo Cordón Cea      | -                                  | 25 gennaio 1962   | 1º luglio 1962    |
|                                                                                 |            | Julio Adalberto Rivera Carballo | Partito di Concertazione Nazionale | 1º luglio 1962    | 1º luglio 1967    |
|                                                                                 |            | Fidel Sánchez Hernández         | Partito di Concertazione Nazionale | 1º luglio 1967    | 1º luglio 1972    |
|                                                                                 |            | Arturo Armando Molina           | Partito di Concertazione Nazionale | 1º luglio 1972    | 1º luglio 1977    |
|                                                                                 |            | Carlos Humberto Romero          | Partito di Concertazione Nazionale | 1º luglio 1977    | 15 ottobre 1979   |
| Giunta Rivoluzionaria di Governo (dal 15 ottobre 1979 al 2 maggio 1982)         |            |                                 |                                    |                   |                   |

## Presidenti della Repubblica (1982-oggi)
| Presidente | Presidente     | Presidente             | Partito                                             | Elezione  | Inizio         | Fine           |
| ---------- | -------------- | ---------------------- | --------------------------------------------------- | --------- | -------------- | -------------- |
|            |                | Álvaro Magaña          | Indipendente                                        | 1982      | 2 maggio 1982  | 1º giugno 1984 |
|            |                | José Napoleón Duarte   | Partito Democratico Cristiano                       | 1984      | 1º giugno 1984 | 1º giugno 1989 |
|            |                | Alfredo Cristiani      | Alleanza Repubblicana Nazionalista                  | 1989      | 1º giugno 1989 | 1º giugno 1994 |
|            |                | Armando Calderón Sol   | Alleanza Repubblicana Nazionalista                  | 1994      | 1º giugno 1994 | 1º giugno 1999 |
|            |                | Francisco Flores Pérez | Alleanza Repubblicana Nazionalista                  | 1999      | 1º giugno 1999 | 1º giugno 2004 |
|            |                | Antonio Saca           | Alleanza Repubblicana Nazionalista                  | 2004      | 1º giugno 2004 | 1º giugno 2009 |
|            |                | Mauricio Funes         | Fronte Farabundo Martí per la Liberazione Nazionale | 2009      | 1º giugno 2009 | 1º giugno 2014 |
|            |                | Salvador Sánchez Cerén | Fronte Farabundo Martí per la Liberazione Nazionale | 2014      | 1º giugno 2014 | 1º giugno 2019 |
|            |                | Nayib Bukele           | Nuevas Ideas                                        | 2019      | 1º giugno 2019 | 1º giugno 2024 |
| 2024       | 1º giugno 2024 | Nayib Bukele           | Nuevas Ideas                                        | in carica |                |                |